# Tillus elongatus
Tillus elongatus là một loài bọ cánh cứng trong họ Cleridae. Loài này được Linnaeus miêu tả khoa học năm 1758.

## Hình ảnh

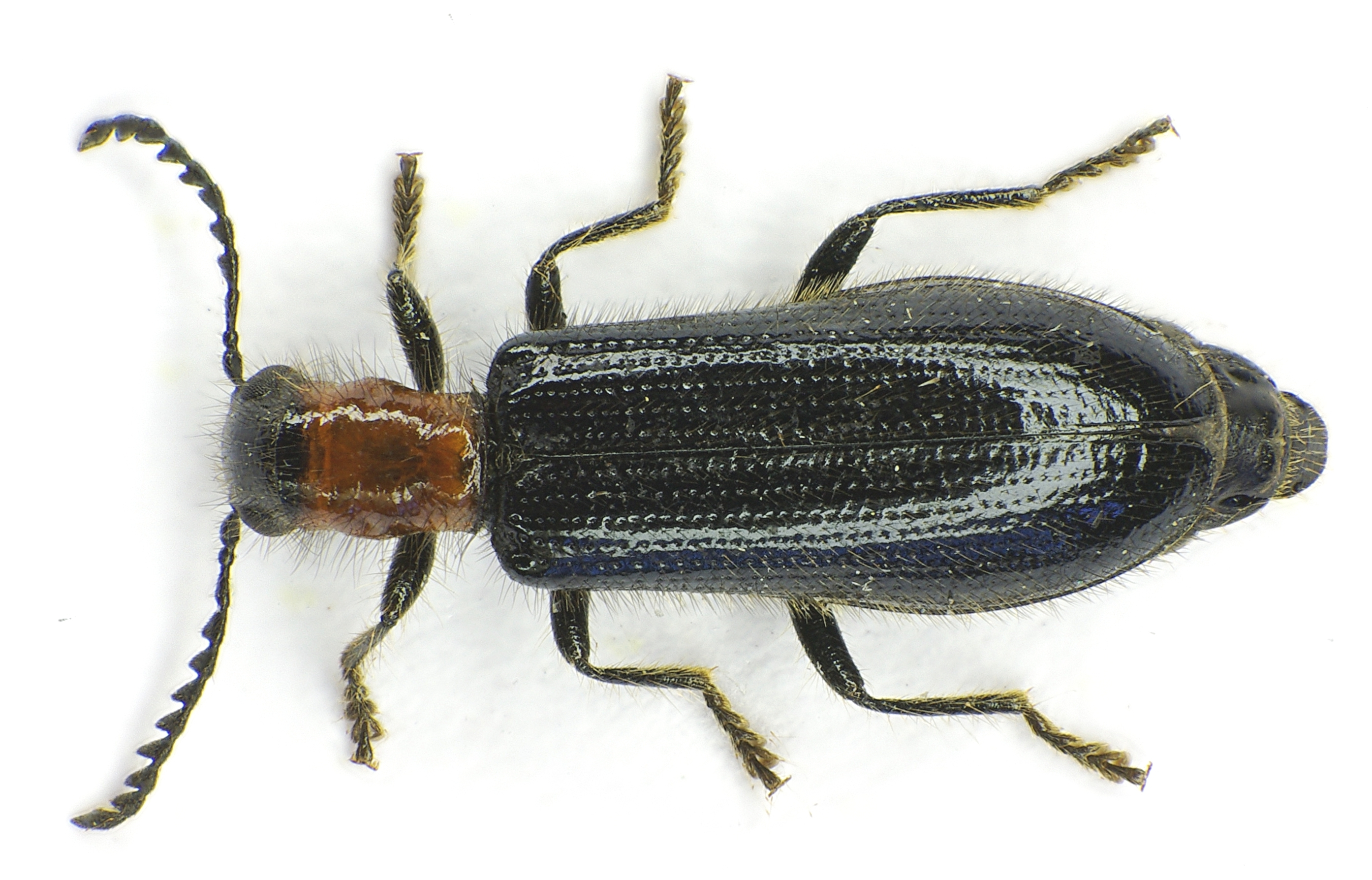
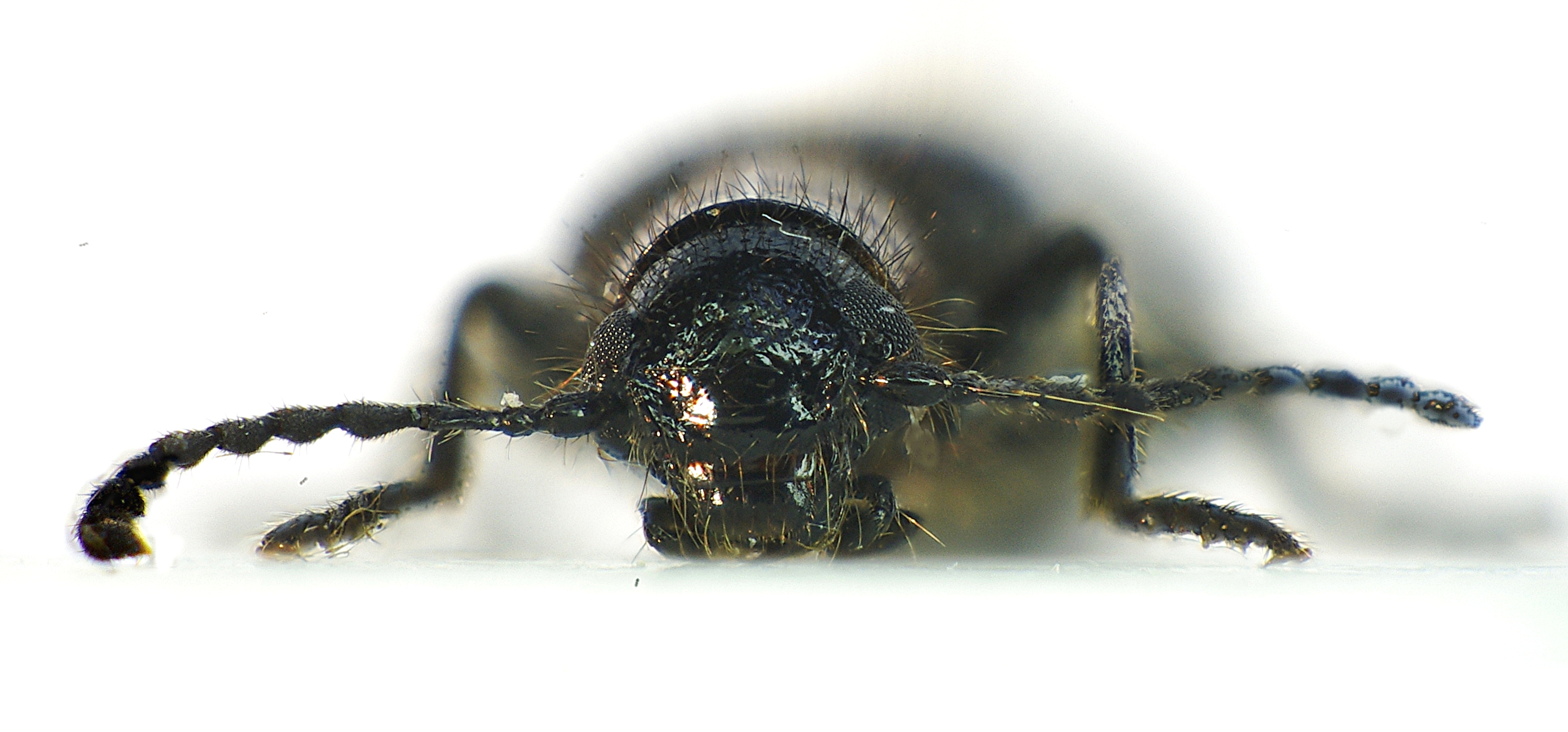
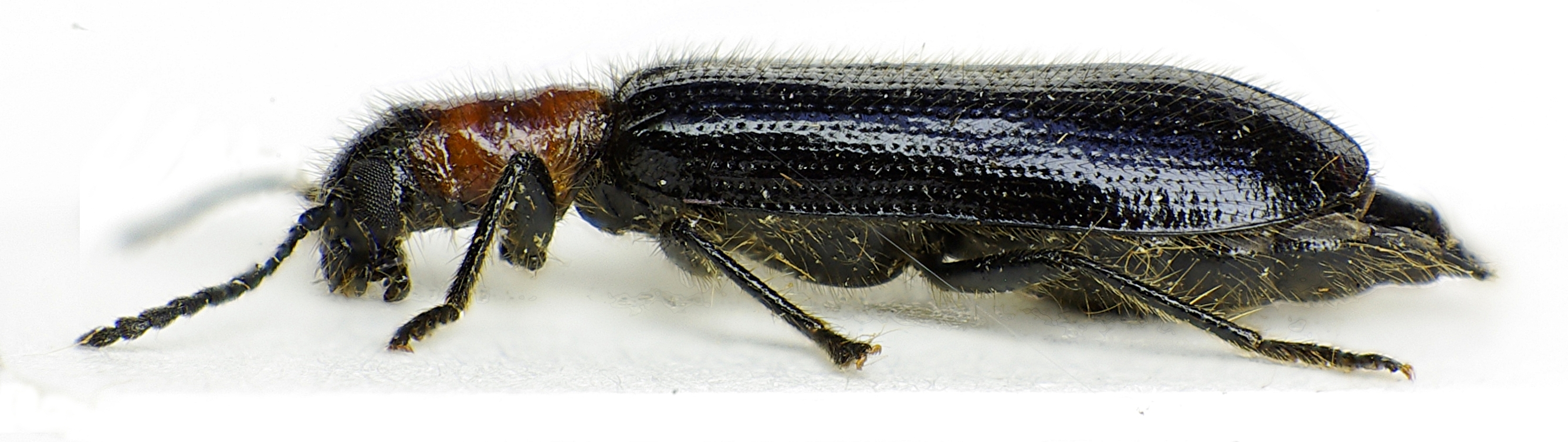
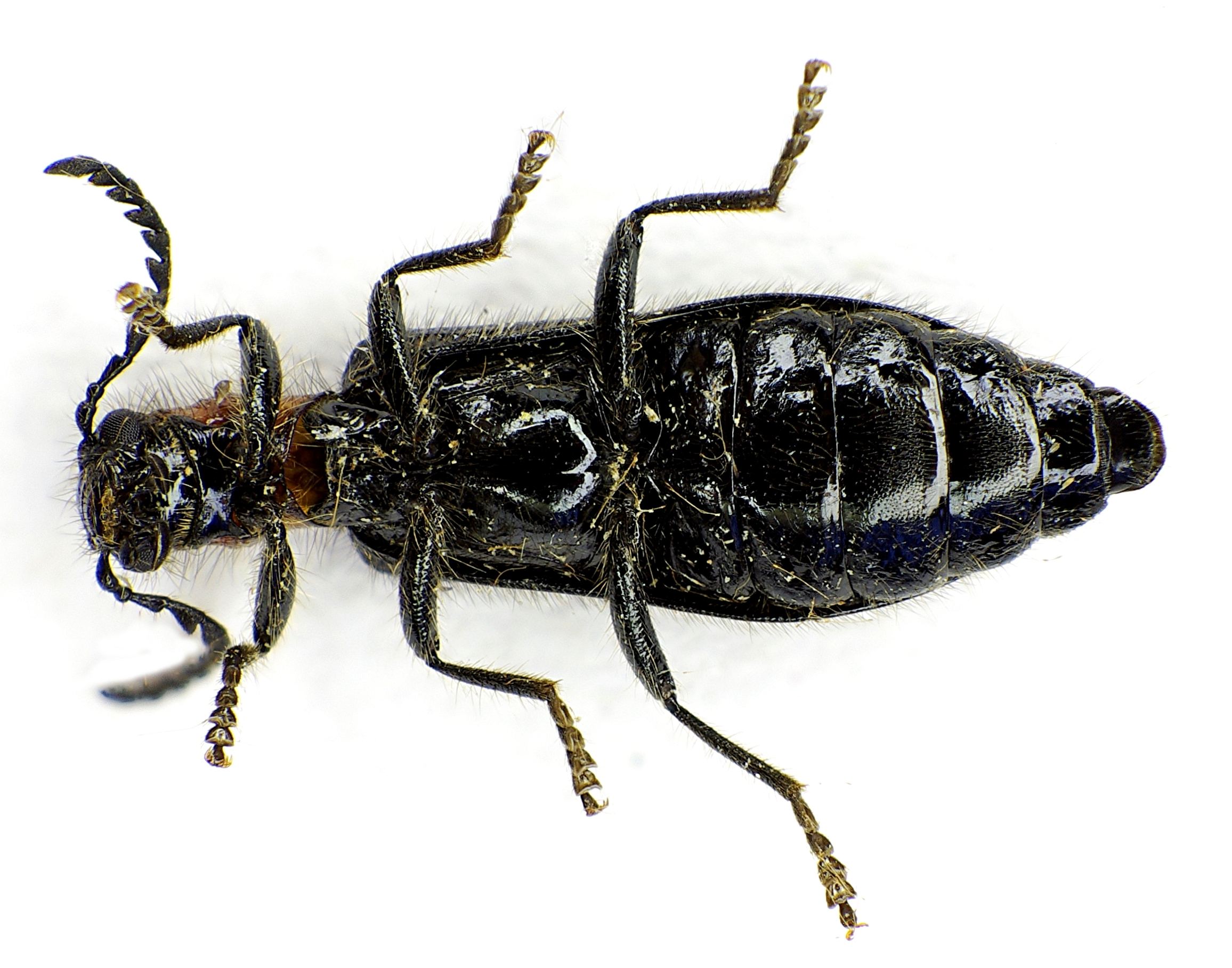